# Biserica „Nașterea Domnului” din Butuceni
Biserica „Nașterea Domnului” este o biserică amplasată în Butuceni, raionul Orhei, Republica Moldova. Este un monument arhitectural de importanță națională inclus în Registrul monumentelor Republicii Moldova ocrotite de stat cu nr. 1065 (raionul Orhei). Datează din 1890.